# Affaire Helvet Immo
 (septembre 2022).
L'affaire Helvet Immo est une affaire financière mettant en cause la filiale de la BNP Paribas, BNP Paribas-Personal Finance, connue aujourd'hui sous le nom de Cetelem, qui a procédé de 2008 à 2009 à la commercialisation d'un prêt immobilier nommé Helvet Immo qui s'est révélé toxique auprès de particuliers dans le cadre d'investissements Immobiliers défiscalisés en loi Robien et Scellier, Malraux ou sous le régime de la location en meublé professionnel.
En raison du grand nombre de victimes (plus de 4 600) du traitement des réclamations par les clients de l'établissement bancaire et de la situation d'endettement exponentiel des emprunteurs générée, une instruction judiciaire pour pratique commerciale trompeuse a été ouverte à partir de novembre 2011 qui a débouché le 26 février 2020 sur la condamnation du groupe bancaire.
En novembre 2023, le groupe bancaire est condamné en appel pour pratique commerciale trompeuse et reconnu coupable de recel pour avoir dissimulé le risque de change aux emprunteurs.

## Contexte

### 2008: Entreprise aux abois
En 2008, BNP Paribas-Personal Finance, filiale à 100% du groupe BNP Paribas, dirigée par François Villeroy de Galhau de 2008 à 2015,,, et actuellement gouverneur de la Banque de France depuis novembre 2015, doit faire face à un risque de liquidation judiciaire dans un contexte de concurrence bancaire élevée.
C'est dans ce contexte économique que l'entreprise, qui n'arrive plus à commercialiser les prêts immobiliers à taux révisable, devenus plus chers que les prêts à taux fixes et jouant également sa propre survie, met au point le produit Helvet Immo en 2007.
Deux dynamiques vont en parallèle jouer dans la création du produit. D'une part, depuis la fin des années 1990 est apparu un profond courant visant l'intégration du risque au sein de produits bancaires de base comme le prêt immobilier se produit également comme le note la professeur de droit à l'université du Mans Myriam Roussille : « Les banques sont des intermédiaires sur le marché de l'argent mais également sur le marché du risque. Depuis la fin des années 1990, on assiste une intégration du risque dans le produit bancaire de base : le prêt. Ce n'était pas le cas auparavant ». D'autre part, comme l'explique le chercheur indépendant en Mathématique Financières, Emmanuel Fruchard : « Les banques sont allées vers des produits plus sophistiqués, avec des marges plus importantes. Cela s'est produit pour les particuliers d'Helvet Immo et pour les collectivités locales. Les marges pouvaient être 10 fois plus grandes ».

### Conception contestée en interne
Le prêt Helvet Immo est destiné à financer les opérations dites de défiscalisation immobilière, où un emprunteur emprunte auprès d'un établissement bancaire un montant nécessaire à l'acquisition d'un bien immobilier placé en location. En échange, et dans le cadre de programmes définis par l’État pour pallier le manque de logement, l'investisseur bénéficie d'un avantage fiscal. Le prêt Helvet Immo permet donc à la filiale de la BNP d'innover afin de se démarquer de la concurrence qui règne dans ce domaine entre les établissements bancaires grâce à ses spécificités. Toutefois, le Crédit Agricole l'a précédé sur ce type de prêt depuis 2006.
Helvet Immo se distingue par un emprunt réalisé en monnaie étrangère, en l'occurrence en franc suisse et remboursable en Euro afin de profiter de la parité alors avantageuse de 1,65 franc suisse pour 1 euro. Grâce à ce mécanisme, le taux d'intérêt variable du prêt Helvet Immo devient plus attractif pour les emprunteurs que les taux fixes des prêts immobiliers normaux à une période où les taux des prêts immobiliers oscillent entre 4,50 et 5,00 % y compris en taux variables.
Parmi ses caractéristiques, les mensualités du prêt sont fixes pendant une période de 3 à 5 ans consécutifs, chacune étant égale à l'échéance calculée en francs suisses, puis reconvertie en euros et augmentée des frais de change. Ainsi par exemple, un couple qui achète un bien immobilier en 2008 d'une valeur de 100 000 euros en France va emprunter 100 000 euros à l'établissement convertis en 161 000 francs suisses dans un premier temps.
Au-delà de cette durée, la mensualité est recalculée sur la base de l'évolution de la parité franc suisse / euro. Le prêt offre la possibilité tous les 5 ans à date fixe pour les emprunteurs qui le souhaiteraient de basculer le capital restant dû en euros, toujours en taux variable. Cependant, ce montage financier expose les emprunteurs au risque de variation du taux de change entre les deux monnaies,. En 2008, il suffit d'un euro pour rembourser 1,65 franc suisse ou 1 000 euros pour rembourser 1 650 francs suisses par extrapolation. En revanche en 2015, lorsque la parité est de 1,10 franc suisse pour 1 euro, 1 euro ne permet plus que de rembourser 1,10 franc suisse ou pour 1 000 euros un remboursement de 1 100 francs suisses soit une différence de 550 francs suisses qui vont se reporter sur le capital non encore remboursé créant une dette exponentielle.
Lors de la présentation du nouveau produit en interne en 2007 des réserves sont émises par des cadres bancaires de la filiale de la BNP à ce sujet. Parmi ces derniers, Nathalie Chevallier, qui est la directrice régionale de l’agence BNP Paris-Étoile et chargée de mettre au point l'argumentaire vers les intermédiaires, effectue des "crash tests" au moyen de simulateurs sur la variation de change. Face aux résultats alarmants obtenus mettant en danger l'équilibre financier des futurs emprunteurs, Nathalie Chevallier va alerter sa direction sur les risques inhérents à ce produit mêlant prêt immobilier et risque financier boursier en mettant en avant les risques aussi bien pour les clients qui vont supporter l'essentiel du risque de change entre l'euro et la monnaie suisse que pour l'image du groupe BNP dans son ensemble en cas de d'inversion du taux de change, c'est-à-dire une appréciation du franc suisse par rapport à l'euro. Sa direction lui laisse un délai de 15 jours pour changer d'avis sur ce nouveau produit et considère qu'elle ne dispose pas des compétences nécessaires pour évaluer correctement le produit. La direction est réticente également car sans le produit Helvet Immo : « la filiale et ses 200 salariés sont menacés »,,,.
Toutefois, malgré les alertes répétées en interne, la commercialisation est préparée avec 60 000 supports commerciaux diffusés auprès des 720 intermédiaires commerciaux recrutés.

### Commercialisation
L'opération est autorisée par François Villeroy de Galhau début 2008 et lancée de mars à décembre 2009, au travers de ses filiales Cetelem, Invest Immo et UCB, pour un montant global de 700 millions d’euros avec une moyenne de 175 000 euros par prêt. La commercialisation est assurée par un réseau de conseillers en gestion de patrimoine indépendants, formés, briefés et informés directement par BNP Paribas-Personal Finance qui leur apporte sa caution de grand groupe et également deux chaines Akeris et Finaxiome (liquidé en 2012). À noter que certains groupes, comme le groupe Adomos, ont refusé de commercialiser le prêt Helvet Immo,.
Les intermédiaires commerciaux démarchent les particuliers de toutes les catégories socio-professionnelles dont des employés, des ouvriers, des artisans, des infirmiers, des financiers, des cadres supérieurs, des chefs d'entreprise ou des fonctionnaires pour leur proposer les opérations de défiscalisation immobilière dans le cadre des lois Scellier et Robien pour financer leur retraite ou obtenir un avantage fiscal. Des programmes packages dit clef en mains proposant à la fois un bien immobilier et un prêt bancaire conjointement sont proposés.
4 655 de ces prêts sont octroyés au cours de cette période,, les commerciaux mettant en avant la stabilité de la monnaie suisse, présentée comme une valeur refuge. De même, la valeur de la monnaie suisse, qui est sous-évaluée par rapport à la monnaie européenne, est présentée comme une chance,.
L'arrêt de la commercialisation se produit en janvier 2010 à la suite du retournement de tendance consécutif à la crise financière de 2008 et à l'inversion du rapport de change euro/franc suisse qui va révéler la toxicité du prêt Helvet Immo pour ses investisseurs et les manquements supposés d'information de l'établissement bancaire envers ses clients.

## Apparition de la toxicité du prêt Helvet Immo en 2010

### Le décrochage de la monnaie européenne face au franc suisse
Commercialisé dans un contexte de taux de change avantageux, c'est-à-dire 1,65 CHF pour 1 euro en 2008, soit 1 franc suisse pour 0,60 euro, la tendance commence à s'inverser à la suite de la crise financière des subprimes de 2008, occasionnant un décrochage de la monnaie européenne face à la monnaie suisse à partir de 2011, considérée à l'instar de l'or comme une valeur refuge pour les investisseurs. Malgré l'intervention de la banque centrale suisse, cette dernière n'est pas en mesure de bloquer l'appréciation de la monnaie nationale face à la monnaie européenne. Le rapport s'établit à 1,45 franc suisse pour 1 euro en mars 2009, soit un 1 franc suisse contre 0,68 euro.
Au cours de l'été 2011, en raison des inquiétudes sur les marchés financiers, la monnaie suisse connue comme une valeur refuge pour les investisseurs internationaux voit son cours s'apprécier passant à plus d’1 franc suisse pour 1 euro en août 2011. De 2012 à 2014, l'euro perd près d'un tiers de sa valeur affichant un cours de 1,25 franc suisse pour 1 euro. Il faut donc 0,80 euro pour rembourser 1 franc suisse de capital. Depuis 2015, le taux de change du franc suisse varie de 1,05 et 1,15 contre un euro. Il faut donc de 0,95 à 0,86 euro pour obtenir 1 franc suisse.
Cette variation de cours et ce rééquilibrage entraine mécaniquement dans le cadre du Prêt Helvet Immo une augmentation de la contre-valeur corrélative du capital restant dû.

### Les conséquences financières, l'amortissement négatif et les premières réactions de la clientèle
En effet, pour les emprunteurs, le remboursement se faisant en euros, le capital emprunté en francs suisses et remboursé en échéance constante en euros s'accroît mensuellement. Le capital emprunté restant à rembourser devient supérieur au montant du prêt souscrit au départ faisant perdre tout intérêt financier à l'opération. En effet, la dette s'accroît de 25% à 30% en l'espace de quelques mois, accroissant l'endettement des emprunteurs. Les emprunteurs se retrouvent en situation d’amortissement négatif où les intérêts ne sont plus remboursés, venant augmenter le capital qui s'accroit mensuellement. Ainsi en reprenant l'exemple précédent, le couple ayant emprunté 100 000 euros en 2008, voit sa dette passée à 145 000 euros en 2015 (soit 161 000 francs suisses x 0,90 euro en 2015) soit une augmentation de la dette à 45% alors que les remboursements sont effectués depuis 2008/2009, faisant supporter l'intégralité la perte de change à la charge exclusive de l'emprunteur,,,,.
En outre, certains sont pénalisés par les rendements locatifs inférieurs aux prévisions établis lors de leur projet, les loyers ne couvrant pas la totalité de l'échéance du prêt immobilier contracté.
Des couples, en raison de l'augmentation exponentielle de leur dette immobilière, sont contraints de revendre leur bien immobilier afin de rembourser leur endettement, parfois de manière incomplète, le montant du prêt dépassant la valeur du bien immobilier (la valeur de ce dernier ayant été affectée par la crise financière de 2008) quand celui-ci n'est pas saisi par l'établissement bancaire pour rembourser la dette. Cette dernière porte plainte également dans certains cas pour obtenir des saisies sur salaire.
En outre, les emprunteurs s'exposent à la condamnation par l'administration fiscale pour non-respect de la durée de location, au remboursement des avantages fiscaux.

### La réaction interne de BNP Personal Finance
Face à la crise et aux nombreuses réclamations de ses clients, à qui l'information sur le risque des taux de change n'a pas été communiquée mais également aux agents indépendants chargés de la commercialisation, la direction de la filiale prend la décision de traiter au cas par cas les réclamations en fonction du potentiel de nuisance des clients en termes d'image pour l'établissement bancaire. Ce travail est confié au cours de l'année 2010 à plusieurs employés dont Nathalie Chevallier, qui avait dénoncé en interne les risques inhérents du produit Helvet Immo lors de sa création et qui est chargée de gérer la crise,.
« On m’a alors demandé de faire deux piles. Ceux qu’on sauvait parce que leur profil était dangereux dans l’éventualité d’une action judiciaire contre BNP et les autres. ». Elle quitte l'établissement bancaire en février 2011 dénonçant les discriminations de son ancien employeur réalisées à l'égard de la clientèle. En effet, en fonction du profil de risque, BNP Personal Finance a proposé de passer en taux fixe et en euros en les exonérant de frais de change mais en faisant assumer une partie du capital à rembourser en faisant jouer la clause mobilisable tous les 5 ans.
D'après l'UFC que Choisir, en janvier 2010, l'établissement bancaire aurait pu choisir de basculer l'ensemble des prêts en euro soit 5 000 dossiers pour un coût total de cinquante millions d’euros.

## Suites judiciaires

### En 2011: apparition des premières plaintes
Les premières actions à l'encontre de BNP Paribas Personal Finance et des intermédiaires ayant commercialisé les emprunts Helvet Immo sont engagées au pénal et au civil fin 2011. Le collectif Helvet-immo créé par 200 emprunteurs porte plainte en novembre 2011 auprès du parquet de Paris afin de dénoncer les pratiques commerciales trompeuses de la banque. Les emprunteurs portent grief contre l'établissement bancaire et ses intermédiaires financiers de ne pas les avoir clairement informés des risques extrêmement importants du risque de change du prêt Helvet Immo, voire, dans certains cas, de les leur avoir camouflé son ampleur. Ils lui reprochent notamment que les documentations pré-contractuelles, publicitaires et contractuelles, n'étaient pas claires et intelligibles,.
À la suite des plaintes déposées en novembre 2011, l'enquête est confiée en avril 2013 à la juge d’instruction Claire Thépaut.
BNP-PF est assignée en mars 2014 par plus de 650 souscripteurs rassemblés au sein du collectif Helvet Immo, au tribunal de grande instance de Paris réclamant 40 millions d’euros à la banque en réparation des préjudices subis et la déchéance des droits à intérêts. En parallèle, d’autres souscripteurs attaquent la banque de manière individuelle depuis 2012 avec des résultats plus ou moins bénéfiques.

### En 2013 à 2015: le soutien des associations de consommateurs
En 2013, l’UFC-Que Choisir saisit le Tribunal de Grande Instance de Paris.
En parallèle, l'Association nationale de défense des consommateurs CLCV se constitue partie civile devant le tribunal de grande instance de Paris en mars 2015 avec la procédure engagée par plus d’une centaine de consommateurs pour pratique commerciale trompeuse engagée à l’encontre de BNP PPF.
UFC-Que Choisir décide aussi de se porter partie civile au pénal en 2015.
En novembre 2016, la CLCV lance une action de groupe sur ce dossier pour s'assurer que tous les particuliers concernés soient réellement indemnisés du préjudice subi en cas de condamnation de la filiale de BNP-Paribas.

### Révélations de l'enquête
Le 17 septembre 2015, au cours de son témoignage devant la juge d'instruction, Nathalie Chevallier, dont l'audition a été demandée par les parties civiles, va non seulement révéler les errements de son ex-employeur dans la conception et la commercialisation du produit mais également révéler la gestion discriminatoire de la crise effectuée par BNP Paribas-Personal Finance lors des premières réclamations de la clientèle, rendue inquiète par l'augmentation du capital,,.
En parallèle, de nombreux intermédiaires témoignèrent durant la procédure judiciaire, des aspects à risques volontairement masqués par BNP Paribas Personal Finance lors de la commercialisation : « Nous avons été trompés abusivement par l’argumentaire qui avait pour but de masquer le risque de change. Nous ne pouvions penser qu’une banque aussi réputée pourrait mentir à ce point », a expliqué l’un d’eux aux policiers chargés de l’enquête, avant de compléter : « À aucun moment on n’a senti le danger. Nous faisions confiance à la BNP ».
En effet, Nathalie Chevallier a confirmé que lors de la commercialisation le message diffusé par le groupe aux intermédiaires avait été le suivant : « Vous êtes nos partenaires, nous sommes la BNP, nous ne pouvons pas nous permettre de lancer un produit qui ne serait pas de qualité et, si ça tourne mal, nous serons toujours là pour nos clients. ». De même, la présentation commerciale du prêt Helvet Immo passait sous silence le risque majeur lié au taux de change. Pour Nathalie Chevallier l'objectif était « de ne pas écrire des choses qui pourraient inquiéter le client ou mettre en évidence des éléments négatifs ». Car « Sinon, on ne vendait pas »  l'offre étant moins intéressante que celle proposée par la concurrence.
De même en parallèle, les magistrats vont s'intéresser à la rédaction du contrat et ses différentes clauses. À la différence de BNP Paribas Personal Finance qui considérait que les clauses du contrat indiquaient clairement que les variations de change pouvaient avoir un impact sur le remboursement du crédit et qu'il s'adressait à un public averti, les juges ont au contraire estimé que ces dernières étaient « particulièrement inintelligibles » et considère qu': « Il eut été plus simple d'expliquer qu'en cas d'appréciation du franc suisse, le montant des mensualités peut être augmenté, puis la durée du crédit augmentée d'une durée de cinq ans durant laquelle l'échéance mensuelle peut être augmentée sans aucun plafond ».
L'instruction va également apporter un éclairage sur le taux de change des euros en francs suisse. Ce rapport monétaire est en effet présenté comme « très stable » depuis janvier 1987. Or, l’euro n’a été mis en circulation qu'à partir de janvier 2002. Pour les magistrats instructeurs, il s'agit d'une « présentation spécieuse » ayant pour objectif d'« occulter les points problématiques pour mettre l’accent sur les aspects purement positifs du produit présenté comme le plus compétitif du marché ».
La filiale est mise en examen en tant que personne morale en avril 2015, par un collectif de 1 000 plaignants pour « pratique commerciale trompeuse ».

### Renvoi devant le tribunal correctionnel
En avril 2017, le parquet demande le renvoi devant le tribunal correctionnel au vu des charges retenues contre l'établissement bancaire et apports de l'enquête.
À ce stade, seule la BNP PPF est visée en tant que personne morale. Pour le parquet, trois responsables dont François Villeroy de Galhau, avaient « une parfaite connaissance du produit Helvet Immo, de son fonctionnement et de ses limites ». De même, « Ces trois personnes, par leur connaissance du produit Helvet Immo et leurs décisions d’en valider la conception et la commercialisation, ont engagé la responsabilité pénale de la BNP ». Les magistrats concluent donc que « l’infraction de pratique commerciale trompeuse est donc imputable à la BNP PPF sur la base des actes commis par ces trois représentants ».

## Les procédures devant les juridictions civiles et devant la juridiction pénale
De multiples procédures judiciaires sont menées par les emprunteurs contre l'établissement bancaire, tant au civil qu'au pénal.

### 2019: Reconnaissance provisoire de la régularité du crédit Helvet Immo par certaines juridictions civiles françaises
Alors que plusieurs centaines de procédures civiles étaient en cours en France, le 20 février 2019, la Cour de cassation à la suite de la Cour d'Appel Paris, jugeait licites les prêts Helvet Immo et considérait que la banque avait respecté son devoir d’information. La Cour de cassation jugeait dans un premier temps que le prêt Helvet Immo ne comportait pas de clauses abusives.
Ce faisant, la Cour de cassation, plus haute juridiction de l'ordre judiciaire français, considérait dans un premier temps, que les prêts consentis en franc suisse par BNP Personal Finance mais remboursables en euros étaient légaux à cette époque ,,.

### 2019 - 2021 Examen par la Cour de justice de l'Union européenne de la jurisprudence civile de la Cour de cassation
La Cour de justice de l’Union européenne est saisie par les parties civiles, estimant que cette dernière fait une lecture trop partielle des clauses abusives au regard de la jurisprudence de la CJUE, beaucoup plus protectrice pour les consommateurs des pays de l’Union européenne,.
C'est notamment dans ce cadre que le président du tribunal d’instance de Lagny-sur-Marne (Seine-et-Marne), dans le cadre d'une affaire opposant un couple ayant souscrit un prêt Helvet Immo à la BNP, a également décidé de demander l'avis de cette juridiction afin de savoir si ce contrat de prêt contient des «clauses abusives» au regard des directives européennes sur la protection des consommateurs.
C'est ainsi que par deux arrêts du 10 juin 2021 (C-609/19 et C-776/19 à C-782/19), la Cour de justice de l'Union européenne a pu considérer la jurisprudence civile de la première chambre civile de la Cour de cassation, notamment du 20 février 2019, non conforme à la Directive 93/13 (en).
La Cour de Justice de l’Union Européenne dans son arrêt du 11 juin 2021, a souligné que les obligations de transparence incombant aux banques impose à la fois une information claire mise à disposition des clients mais également de leur permettre d'apprécier le risque qu’ils prennent d'un point de vue économique et notamment le risque de change.
"ll en découle que, afin de respecter l’exigence de transparence, les informations communiquées par le professionnel doivent pouvoir permettre à un consommateur moyen, normalement informé et raisonnablement attentif et avisé non seulement de comprendre que, en fonction des variations du taux de change, l’évolution de la parité entre la monnaie de compte et la monnaie de paiement peut entraîner des conséquences défavorables à l’égard de ses obligations financières, mais également de comprendre, dans le cadre de la souscription d’un prêt libellé en devise étrangère, le risque réel auquel il s’expose, pendant toute la durée du contrat, dans l’hypothèse d’une dépréciation importante de la monnaie dans laquelle il perçoit ses revenus par rapport à la monnaie de compte".
Un auteur considère ainsi que la CJUE "apporte un singulier démenti à la jurisprudence de la Cour de cassation" et ajoute qu'en raison de la condamnation pénale intervenue entre temps, qu'il "serait difficilement acceptable que [les consommateurs] ne puissent finalement triompher sur le plan civil".
Désormais, les consommateurs concernés peuvent espérer obtenir la nullité du prêt, ce qui a été notamment statué par le tribunal de Lagny sur Marne le 5 Septembre 2022.

## 2022: Victoire des consommateurs devant la Cour de cassation
Si les juridictions civiles ont dans un premier temps donné raison à la banque, notamment en jugeant à l'absence de clause abusive (not. Civ. 1er, 20 février 2019 précité), celles-ci ont fait évoluer leur jurisprudence à la suite des arrêts de la CJUE du 10 juin 2021.
Ainsi, par cinq arrêts du 30 mars 2022, la Cour de cassation, contrainte à la suite de la décision de la CJUE, a opéré un revirement de jurisprudence considérant que la banque avait manqué à son obligation d'information sur le risque de change ainsi qu'en jugeant que les consommateurs pouvaient agir sans prescription en reconnaissance du caractère abusif des clauses du contrat Helvet Immo,.
Depuis 2019, la Cour de justice de l'Union européenne juge régulièrement qu'en matière de prêts en devises, le caractère abusif des clauses relatives au risques de change entraîne par principe la nullité du contrat afin de replacer le consommateur dans la situation antérieure à la conclusion du contrat, sauf si le consommateur s'y oppose. Elle a encore réaffirmé cette jurisprudence le 31 mars 2022.

## 2019: Procès pénal
Le procès pénal a lieu du 12 novembre 2019 au 26 février 2020.
Trois associations de consommateurs, UFC Que Choisir, la CLCV et l'AFOC se sont portées parties civiles.
Au total, 2 532 particuliers se sont portés parties civiles dans cette affaire sur un total de 4 665 prêts contractés.

### Éclaircissements du procès
BNP PF va se défendre au cours de ces trois semaines en considérant que son offre Helvet Immo était parfaitement claire et suffisamment explicite sur ses risques financiers intrinsèques. Cependant au fil des débats et des témoignages, se dessine la réalité d'un décalage entre d'une part, le contrat très technique de l'établissement bancaire et de l'autre, le public souscripteur souvent néophyte dans ce domaine qui l'a contracté. Les avocats des parties civiles détaillent en effet un contrat très technique de 40 pages, avec des formules « complexes » et où n'apparaît pas une seule fois le mot risque ou encore le déplafonnement des mensualités de remboursement du crédit et où le risque de la prolongation de l’emprunt au-delà de la date d’expiration prévue n'est pas clairement souligné.
Le 15 novembre 2019, Marc Feltesse, cadre responsable de la stratégie et de la transformation de BNP Personal Finance est interrogé pendant 5 heures sur la genèse du Prêt Helvet Immo. Questionné par la présidente du Tribunal sur la complexité de l'offre, Mme Cécile Ramonatxo qui déclare à ce sujet « Je me concentre pour vous écouter, et M. Tout-le-monde est censé avoir compris ? » et soulignant également que « C’est un discours très complexe, vous ne trouvez pas qu’il y a un décalage entre cette réalité et le public auquel ça s’adressait ? », Marc Feltesse maintient que la BNP a été « suffisamment claire » considérant que la connaissance sur les taux de change et la parité était « une connaissance de la vie courante ».
Le 18 novembre 2019, Mme Nathalie Chevallier, ex cadre de BNP PFP, est invitée à témoigner à nouveau durant trois heures sur les fonctionnements du prêt Helvet Immo. Elle souligne de ce fait que les informations transmises aux intermédiaires chargés de la commercialisation étaient volontairement erronées indiquant qu'« on mentait aux collaborateurs BNP lors des formations. Le mensonge portait sur le capital restant dû. (…) C'est ça le scandale ». Elle souligne également le fait que « La direction m’avait demandé d’expliquer que le capital restant dû ne pouvait augmenter que de quelques centimes d’euros. J’étais dans l’obligation de prononcer cette phrase, je l’ai fait ». « Il y a eu un enchaînement de désinformation »,. 

### 2020 Condamnation pénale de la banque pour pratique commerciale trompeuse
Le 26 février 2020, dans un jugement de 600 pages, BNP Paribas Personal Finance est condamnée et reconnue coupable pour « pratique commerciale trompeuse » et de « recel » de ce délit. Les juges ont estimé que les emprunteurs ont été mal informés au moment de la souscription en soulignant que les offres de prêts Helvet Immo n'ont « jamais mentionné le risque de change », qui était pourtant « la caractéristique principale » de ce type de prêt.
De même, le tribunal correctionnel est le premier à analyser de manière précise quelle était la compréhension des contrats de prêts par les emprunteurs : c'est-à-dire extrêmement faible ou inexistante en raison des « clauses absconses » de l'offre Helvet Immo qui ne permettait pas au « consommateur moyen » d’avoir toutes « les informations pertinentes [afin de] comprendre le risque de change ». Ce qui entre en opposition directe avec la position défendue par de filiale de la BNP au civil qui considérait que les emprunteurs avaient compris les risques liés au taux de change. Enfin, la cour a analysé que BNP Personal Finance n'a pas cherché à trouver une solution adéquate pour alléger la dette supportée par ses emprunteurs,,,.
Elle est condamnée à régler une amende de 187.500 euros, la peine maximale prévue dans ce cas, à l'Etat. De plus, elle est dans l'obligation d'indemniser les 2 300 emprunteurs partie civile au dossier, pour les préjudices financiers et moraux subis,.
Les sommes à verser sont évaluées sur le seul volet pénal de l'affaire, de 125 à 200 millions d'euros,,.
Par ailleurs, deux associations de consommateurs (UFC-Que Choisir et Consommation Logement Cadre de vie, parties civiles, obtiennent chacune plus d’un million d’euros au titre de l’atteinte à l’intérêt collectif des consommateurs.
Enfin, les juges décident de l’exécution provisoire de leur décision avec le versement des dommages et intérêts alloués, qui oblige l'établissement bancaire à verser ces sommes immédiatement même s'il décidait de faire appel, afin de retirer à ce dernier son caractère suspensif,.

### Procédure d'appel
Le 6 mars 2020, la filiale de la BNP qui qualifie ce « jugement d'incohérent » indique avoir fait appel de la condamnation,.
Le 25 septembre 2020, la Cour d'appel refuse la suspension de l'exécution provisoire demandée par la banque en février 2020. BNP Paribas Personal Finance doit verser 127 millions d'euros aux emprunteurs.
Le procès en appel démarre du 15 Mai au 7 Juin 2023 devant le tribunal de la Cour d'Appel de Paris.
Le groupe Bancaire est définitivement condamné en Novembre 2023. Il ne formule pas de pourvoi en cassation et s'acquitte de l'amende de 187 500 euros.
Le 01 Janvier 2024, la BNP annonce  "BNP Paribas Personal Finance s'engage à proposer une solution dans les prochains mois, à l'ensemble des emprunteurs" en négociant directement avec l'association CLVC.
Le montant de l'indemnnisation pris en charge par la banque est évalué entre 400 et 600 millions d'euros. Les contrats signés sont nuls et non avenus,.

## Conséquences législatives

### En France
En parallèle, depuis le 26 mars 2013, la loi sur la séparation et la régulation des activités bancaires de Pierre Moscovici a été amendée sur proposition du sénateur et maire de l'époque de Saint-Etienne, Maurice Vincent. Elle avait été promise par François Hollande comme une manière de tirer les enseignements de la crise financière et avec pour objectif d'éviter de faire endosser le risque de change à l'emprunteur, protéger les emprunteurs et remédier à l'asymétrie de d'information entre d'une part, l'établissement bancaire créateur et diffuseur de son produits financier et d'autre part son souscripteur, particulier ou collectivité.
En vertu de l'article L 312-3-1 du Code de la consommation, il est désormais interdit de aux banques françaises de proposer des prêts libellés dans une devise étrangère au consommateur sauf si l'emprunteur indique percevoir principalement ses revenus ou détenir au moment de la signature du contrat de prêt, un patrimoine dans cette devise,.

## Dans les pays Européens

### En Autriche
En Autriche, les autorités monétaires ont interdit dès 2008 les emprunts libellés en devises étrangères optant pour une stratégie de protection afin de limiter les risques liés aux emprunts en devises étrangères tant pour les banques que pour les usagers.

### En Croatie
En 2015, le gouvernement de Croatie a dû alléger la dette de près de cent mille ménages endettés face à la montée du cours du franc suisse.

### En Hongrie
En Hongrie, face au mécontentement populaire dû à la montée du franc suisse, le gouvernement populiste de droite du conservateur Viktor Orban, a annulé en novembre 2014, pour plusieurs milliards d’euros de prêts abusifs liés au franc suisse en obligeant les banques à les convertir en monnaie locale, le forint. Le Parlement hongrois a adopté le même mois, une loi qui prévoiyait pour les emprunteurs en devises étrangères un taux de conversion fixe de 256,5 forints (HUF) pour 1 franc suisse, et de 309,5 HUF pour 1 euro. La différence par rapport au cours du marché a été couvert par les établissements bancaires,.

### En Pologne
En 2015, 40 % des crédits immobiliers en Pologne étaient libellés en francs suisses pour un montant global de 31 milliards d'euros.
Le 3 octobre 2019, la Cour de justice de l’Union européenne a rendu arrêt sur l'affaire d'un prêt immobilier souscrit par un couple résidant en Pologne, les époux Dziubak. Ce prêt souscrit en monnaie nationale, le zlotys (la monnaie polonaise), mais remboursable en francs suisses, se rapproche de la structure du prêt Helvet Immo. En Pologne, 700 000 ménages se sont retrouvés une situation financière difficile avec des emprunts toxiques et onze mille procédures sont en cours devant la justice polonaise.
La CJCE a constaté dans son arrêt que leur prêt comporte bel et bien des «clauses abusives» ouvrant la voie d'une réparation pour tous les emprunteurs polonais concernés par des prêts toxiques. Cette décision pourrait avoir un coût de 15 et 60 milliards de zlotys (entre 3,5 et 14 milliards d’euros) pour le secteur secteur bancaire polonais. Par le passé, la cour a rendu des décisions similaires en faveur d’emprunteurs roumains ou hongrois,.